# Victor Guillemin
Victor William Guillemin (* 15. Oktober 1937 in Boston) ist ein US-amerikanischer Mathematiker, der sich mit symplektischer Geometrie, Differentialtopologie, Differentialgleichungen und mathematischer Physik beschäftigt. Er gilt als ein führender Wissenschaftler in symplektischer Geometrie und Differentialtopologie.
Guillemin wurde 1962 bei Shlomo Sternberg an der Harvard University promoviert (Theory of finite {\displaystyle G}-Structures). Danach war er Professor am Massachusetts Institute of Technology (MIT). 1969 erhielt er ein Forschungsstipendium der Alfred P. Sloan Foundation (Sloan Research Fellowship).
1983 wurde er in die American Academy of Arts and Sciences und 1985 in die National Academy of Sciences gewählt. 2003 erhielt er den Leroy P. Steele Prize für sein Lebenswerk.
Zu seinen Doktoranden zählen Rebekka Goldin, Martin Golubitsky und Alan Pollack. Mit Pollack schrieb er ein Lehrbuch der Differentialtopologie, das in den USA viel verwendet wird. 1970 war er Gastredner auf dem Internationalen Mathematikerkongress in Nizza (On subelliptic estimates for complexes). Er ist Fellow der American Mathematical Society.
Seine Tochter ist die Molekularbiologin und Hochschullehrerin Karen Guillemin.

## Schriften
- mit Shlomo Sternberg: Geometric Asymptotics. AMS, 1977.
- mit Sternberg: Symplectic Techniques in Physics. Cambridge University Press 1984, 1990.
- mit Alan Pollack: Differential Topology. Prentice Hall 1974, ISBN 0132126052.
- mit Golubitsky: Stable mappings and their singularities. Springer 1973.
- The story of quantum mechanics. Dover 2003.
- Moment Maps and Combinatorial Invariants of Hamiltonian {\displaystyle T^{n}}-Spaces. Birkhäuser 1994, ISBN 978-0-8176-3770-5.
- mit Shlomo Sternberg: Supersymmetry and equivariant de Rham Cohomology. Springer 2007.
- mit Sternberg, Lerman: Symplectic fibrations and multiplicity diagrams. Cambridge University Press 1996.
- mit Viktor L. Ginzburg, Yael Karshon: Moment Maps, Cobordisms and Hamiltonian Group Actions. Oxford University Press 1997.
- mit Louis Boutet de Monvel: Spectral Theory of Toeplitz Operators. Annals of Mathematical Studies, Princeton 1981.
- mit Malcolm Adams: Measure Theory and Probability. Kluwer 1986.
- mit Masaki Kashiwara, Takahiro Kawai: Seminar on Microlocal Analysis. Annals of Mathematical Studies, Princeton 1979.
- Cosmology in (2 + 1)-Dimensions, Cyclic Models, and Deformations of {\displaystyle M_{2,1}}. Annals of Mathematical Studies, Princeton, 1989.
- mit S. Sternberg: Convexity properties of the moment mapping, Invent. Math., Band 67, 1982, S. 491–513
- mit S. Sternberg, Geometric Quantization and Multiplicities of group representations, Invent. Math., Band 67, 1982, S. 515–538
- mit Duistermaat: The spectrum of positive elliptic operators and periodic bicharacteristics, Inv. Math., Band 29, 1975, S. 39–79